# 列昂尼德·布罗涅沃伊
列昂尼德·谢尔盖耶维奇·布罗涅沃伊（羅馬化：Leonid Sergeyevich Bronevoy；1928年12月17日—2017年12月9日）是俄罗斯著名戏剧和电影演员。苏联人民艺术家。在电视连续剧《春天的十七个瞬间》里扮演纳粹盖世太保的首长海因里希·缪勒而成名。

## 生平
1928年12月17日出生于基輔的一个犹太人家庭。小时候在当地的十年制音乐学校学习小提琴。
他的父亲在内务人民委员部工作，1937年在大清洗中被指控为托洛茨基主义的反革命分子遭到被捕。他和母亲被流放到基洛夫州的馬爾梅日市。1941年，他们获准返回基辅，但6月德国突然入侵苏联，他们被疏散到哈萨克苏维埃社会主义共和国的奇姆肯特市。他当过裁缝、打字员和木偶戏演员，1950年从亚历山大·奥斯特洛夫斯基塔什干戏剧艺术学院（现乌兹别克斯坦国立文化艺术学院）毕业。
毕业后，他在马格尼托哥尔斯克和奥伦堡的剧院当演员。1953年进入莫斯科艺术剧院附属学校进修。1955年毕业后，在格罗兹尼剧院演出，又辗转于伊爾庫茨克和沃罗涅日。1962年至1988年，他是莫斯科小布隆纳亚剧院的首席演员。1988年，他加入了莫斯科列宁共青团剧院。1987年获得人民艺术家荣誉称号。
2017年12月9日在莫斯科去世。安葬于新聖女公墓。

## 出演的知名作品
| 首映年份 | 俄文原标题 | 中文译名                  | 饰演              |
| -------- | ---------- | ------------------------- | ----------------- |
| 1973年   |            | 《春天的十七个瞬间》      | 海因里希·穆勒     |
| 1974年   |            | 《魔僧》                  | 伊万·费奥多罗维奇 |
| 1975年   |            | 《马雅可夫斯基的笑》      | 奥列格·巴扬       |
| 1977年   |            | 《武装起来很危险》        | 彼得              |
| 1980年   |            | 《卡尔·马克思的青年时代》 | 利昂·菲利普斯     |
| 1991年   |            | 《天堂》                  | 谢苗·巴库林       |

## 家庭
- 父亲：谢尔盖·奥西波维奇·布罗涅沃伊（1905年-1995年）
- 母亲：贝拉·利沃芙娜·布罗涅沃娃娅（1907年-1998年）
- 第一任妻子：维多利亚·瓦连京诺芙娜·布罗涅沃娃娅（1940年-）
- 第二任妻子：瓦连京娜·马特韦芙娜·布利诺娃（1931年-1962年）
- 女儿：瓦伦蒂娜·列昂尼德芙娜·布罗涅沃娃娅（1958年-）
- 孙女：奥莉加·阿纳托利耶芙娜·布罗涅沃娃娅